# Diskuskastning för damer i friidrott vid olympiska sommarspelen 1984
Diskuskastning för damer vid olympiska sommarspelen 1984 i Los Angeles avgjordes den 11 augusti. 

## Medaljörer
| Gren           | Guld                        | Guld    | Silver             | Silver  | Brons                           | Brons   |
| Diskuskastning | Ria Stalman · Nederländerna | 65,36 m | Leslie Deniz · USA | 64,86 m | Florența Crăciunescu · Rumänien | 63,64 m |

## Resultat

### Kval
- Hölls 1984-08-10

| Placering | Grupp A                    | Längd  |
| --------- | -------------------------- | ------ |
| 1.        | Ria Stalman (NED)          | 58.28m |
| 2.        | Florența Crăciunescu (ROU) | 57.84m |
| 3.        | Ulla Lundholm (FIN)        | 56.44m |
| 4.        | Leslie Deniz (USA)         | 56.24m |
| 5.        | Gael Martin (AUS)          | 55.38m |
| 6.        | Venissa Head (GBR)         | 55.24m |
| 7.        | Jiao Yunxiang (CHN)        | 54.70m |
| 8.        | Sonia Smith (BER)          | 52.74m |
| 9.        | Mariette Van Heerden (ZIM) | 50.54m |
| 10.       | Marlene Lewis (JAM)        | 49.00m |

| Placering | Grupp B                 | Längd  |
| --------- | ----------------------- | ------ |
| 1.        | Ingra Manecke (FRG)     | 56.20m |
| 2.        | Meg Richie (GBR)        | 56.00m |
| 3.        | Patricia Walsh (IRL)    | 54.42m |
| 4.        | Laura De Snoo (USA)     | 53.76m |
| 5.        | Lorna Griffin (USA)     | 53.34m |
| 6.        | Carmen Ionescu (CAN)    | 52.28m |
| 7.        | Agathe Ngo Nack (CMR)   | 38.32m |
| 8.        | Christine Bechard (MRI) | 37.94m |

### Final
| Rank | Diskuskastare              | Försök | Försök | Försök | Försök | Försök | Försök | Längd   | Noteringar |
| Rank | Diskuskastare              | 1      | 2      | 3      | 4      | 5      | 6      | Längd   | Noteringar |
| ---- | -------------------------- | ------ | ------ | ------ | ------ | ------ | ------ | ------- | ---------- |
| 1    | Ria Stalman (NED)          | 64.50  | 61.16  | 63.70  | 64.28  | 63.64  | 65.36  | 65.36 m |            |
| 2    | Leslie Deniz (USA)         | 62.46  | X      | 63.36  | 62.60  | 64.86  | X      | 64.86 m |            |
| 3    | Florența Crăciunescu (ROU) | 60.68  | 61.42  | 62.96  | 62.08  | 63.64  | X      | 63.64 m |            |
| 4    | Ulla Lundholm (FIN)        | 62.84  | X      | 54.92  | 55.94  | 59.72  | 54.04  | 62.84 m |            |
| 5    | Meg Ritchie (GBR)          | X      | 55.36  | 57.66  | 61.76  | 62.58  | 60.40  | 62.58 m |            |
| 6    | Ingra Manecke (FRG)        | 51.66  | 56.22  | X      | 53.20  | X      | 58.56  | 58.56 m |            |
| 7    | Venissa Head (GBR)         | X      | 55.56  | 58.18  | X      | 55.84  | 55.88  | 58.18 m |            |
| 8    | Gael Martin (AUS)          | 55.88  | 55.38  | 54.34  | 54.94  | 55.70  | 53.08  | 55.88 m |            |
|      |                            |        |        |        |        |        |        |         |            |
| 9    | Patricia Walsh (IRL)       | 55.38  | 51.70  | 53.32  |        |        |        | 55.38 m |            |
| 10   | Laura De Snoo (USA)        | 53.74  | 54.84  | 53.88  |        |        |        | 54.84 m |            |
| 11   | Jiao Yunxiang (CHN)        | X      | 53.32  | X      |        |        |        | 53.32 m |            |
| 12   | Lorna Griffin (USA)        | X      | 50.16  | X      |        |        |        | 50.16 m |            |